# 명탐정 코난의 영화 목록
이 문서에서 다루는 작품은 일본의 만화가인 아오야마 고쇼가 만든 만화 《명탐정 코난》의 극장판 애니메이션이다.

## 극장판 개봉 정보
명탐정 코난 극장판은 명탐정 코난의 인기에 힘입어서 1997년 4월 19일 일본에서 극장판 1기 《시한장치의 마천루》라는 제목으로 상영을 시작하여 2025년 현재 《척안의 찬상》까지 개봉하였다. 대한민국은 명탐정 코난 극장판을 2008년 5월 1일에 상영하기로 하여 극장판 6기 《베이커가의 망령》이 상영 · 방영된 것을 시작으로 극장판 13기 《칠흑의 추적자》 이후부터는 일본과 거의 동일한 연도에 개봉 또는 방영하게 된다. 대한민국에서는 CJ E&M의 투니버스가 수입 배급하였다.
2013년 1월에는 2004년에 일본에서 개봉하였던 극장판 8기 《은빛 날개의 마술사》를 시작으로 개봉하지 못했던 이전작들을 개봉하고 있다. 하지만 극장판 7기 《미궁의 십자로》와 극장판 17기 《절해의 탐정》은 전범기 문제로 대한민국 에선 개봉을 못 하고 있다. 하지만 극장판 7기는 VOD로 2017년 10월 13일 출시되었다. 극장판 21기 《진홍의 연가》는 일본의 배경으로 나왔지만 심하게 나오지 않아서 한국에서 개봉을 허가 받았다. 일본에선 21기 극장판인 극장판 21기 《진홍의 연가》를 2017년 4월 15일에 개봉을 하였으며 대한민국에서는 2017년 8월 2일 개봉하였다.

### 극장판 정보
| #  | 일본어 제목            | 한국어 제목           | 일본 개봉일     | 일본 흥행수입 | 한국 개봉/방영일           | 주제가                                                | 감독                             |
| -- | ---------------------- | --------------------- | --------------- | ------------- | -------------------------- | ----------------------------------------------------- | -------------------------------- |
| 1  | 時計じかけの摩天楼     | 시한장치의 마천루     | 1997년 4월 19일 | 11억엔        | 2008년 8월 4일 ~ 8월 5일   | Happy Birthday - 쿄코                                 | 코다마 켄지 (こだま兼嗣)         |
| 2  | 14番目の標的           | 14번째 표적           | 1998년 4월 18일 | 18억 5000만엔 | 2008년 8월 11일 ~ 8월 12일 | 소녀 시절로 돌아간 것처럼 - ZARD                      | 코다마 켄지 (こだま兼嗣)         |
| 3  | 世紀末の魔術師         | 세기말의 마술사       | 1999년 4월 17일 | 26억엔        | 2008년 8월 18일 ~ 8월 19일 | ONE - B'z                                             | 코다마 켄지 (こだま兼嗣)         |
| 4  | 瞳の中の暗殺者         | 눈동자 속의 암살자    | 2000년 4월 22일 | 25억엔        | 2008년 8월 25일 ~ 8월 26일 | 당신이 있으니까 - 코마츠 미호                         | 코다마 켄지 (こだま兼嗣)         |
| 5  | 天国へのカウントダウン | 천국으로의 카운트다운 | 2001년 4월 21일 | 29억엔        | 2009년 7월 22일 ~ 7월 23일 | always - 쿠라키 마이                                  | 코다마 켄지 (こだま兼嗣)         |
| 6  | ベイカー街の亡霊       | 베이커가의 망령       | 2002년 4월 20일 | 33억 8000만엔 | 2008년 5월 1일             | Everlasting - B'z                                     | 코다마 켄지 (こだま兼嗣)         |
| 7  | 迷宮の十字路           | 미궁의 십자로         | 2003년 4월 19일 | 32억엔        | 2017년 10월 8일            | Time after time(꽃잎 흩날리는 거리에서) - 쿠라키 마이 | 코다마 켄지 (こだま兼嗣)         |
| 8  | 銀翼の奇術師           | 은빛 날개의 마술사    | 2004년 4월 17일 | 28억 5000만엔 | 2013년 1월 24일            | Dream×Dream - 아이우치 리나                           | 야마모토 야스이치로 (山本秦一郎) |
| 9  | 水平線上の陰謀         | 수평선상의 음모       | 2005년 4월 9일  | 21억 5000만엔 | 2013년 8월 7일             | 여름을 기다리는 돛처럼 - ZARD                         | 야마모토 야스이치로 (山本秦一郎) |
| 10 | 探偵たちの鎮魂歌       | 탐정들의 진혼가       | 2006년 4월 15일 | 30억 3000만엔 | 2014년 2월 13일            | 흔들림 없는 것 하나 - B'z                             | 야마모토 야스이치로 (山本秦一郎) |
| 11 | 紺碧の棺               | 감벽의 관             | 2007년 4월 21일 | 25억 3000만엔 | 2018년 2월 14일            | 7대양을 건너는 바람처럼 - 아이우치 리나&사에구사 유카 | 야마모토 야스이치로 (山本秦一郎) |
| 12 | 戦慄の楽譜             | 전율의 악보           | 2008년 4월 19일 | 24억 2000만엔 | 2019년 2월 14일            | 날개를 펼쳐 - ZARD                                    | 야마모토 야스이치로 (山本秦一郎) |
| 13 | 漆黒の追跡者           | 칠흑의 추적자         | 2009년 4월 18일 | 35억엔        | 2009년 7월 29일            | PUZZLE - 쿠라키 마이                                  | 야마모토 야스이치로 (山本秦一郎) |
| 14 | 天空の難破船           | 천공의 난파선         | 2010년 4월 17일 | 31억 9000만엔 | 2010년 7월 21일            | Over Drive - 가넷 크로우                              | 야마모토 야스이치로 (山本秦一郎) |
| 15 | 沈黙の15分             | 침묵의 15분           | 2011년 4월 16일 | 31억 5000만엔 | 2011년 8월 3일             | Don't Wanna Lie - B'z                                 | 시즈노 코분 (静野孔文)           |
| 16 | 11人目のストライカー   | 11번째 스트라이커     | 2012년 4월 14일 | 32억 9000만엔 | 2012년 7월 19일            | 봄 노래 - 이키모노가카리                              | 시즈노 코분 (静野孔文)           |
| 17 | 絶海の探偵             | 절해의 탐정           | 2013년 4월 20일 | 36억 3000만엔 | 미상영/미방영              | One More Time - 사이토 카즈요시                       | 시즈노 코분 (静野孔文)           |
| 18 | 異次元の狙撃手         | 이차원의 저격수       | 2014년 4월 19일 | 40억 9000만엔 | 2014년 8월 7일             | 러브 서치 라이트 - 시바사키 코우                      | 시즈노 코분 (静野孔文)           |
| 19 | 業火の向日葵           | 화염의 해바라기       | 2015년 4월 18일 | 44억 7000만엔 | 2015년 8월 5일             | 오!리발 - 포르노그라피티                              | 시즈노 코분 (静野孔文)           |
| 20 | 純黒の悪夢             | 순흑의 악몽           | 2016년 4월 16일 | 62억엔        | 2016년 8월 3일             | 세계는 당신의 색이 된다 - B'z                         | 시즈노 코분 (静野孔文)           |
| 21 | から紅の恋歌           | 진홍의 연가           | 2017년 4월 15일 | 53억 9000만엔 | 2017년 8월 2일             | 도월교 ~그대를 생각하며~ - 쿠라키 마이                | 시즈노 코분 (静野孔文)           |
| 22 | ゼロの執行人           | 제로의 집행인         | 2018년 4월 13일 | 91억 8000만엔 | 2018년 8월 8일             | 제로 -ZERO- - 후쿠야마 마사하루                       | 타치카와 유즈루 (立川 譲)        |
| 23 | 紺靑の拳               | 감청의 권             | 2019년 4월 12일 | 93억 7000만엔 | 2019년 7월 24일            | BLUE SAPPHIRE - HIROOMI TOSAKA                        | 나가오카 치카 (永岡智佳)         |
| 24 | 緋色の弾丸             | 비색의 탄환           | 2021년 4월 16일 |               | 2021년 4월 16일            | 영원의 부재증명 - 도쿄지헨                            | 나가오카 치카 (永岡智佳)         |
| 25 | ハロウィンの花嫁       | 할로윈의 신부         | 2022년 4월 15일 |               | 2022년 7월 13일            | 크로노스타시스(クロノスタシス) - BUMP OF CHICKEN      | 미츠나가 스스무 (満仲 勧)        |
| 26 | 黒鉄の魚影             | 흑철의 어영           | 2023년 4월 14일 |               | 2023년 7월 20일            | 아름다운 지느러미(美しい鰭) - SPITZ                   | 타치카와 유즈루 (立川譲)         |
| 27 | 100万ドルの五稜星      | 100만 달러의 펜타그램 | 2024년 4월 12일 |               | 2024년 7월 17일            | 상사상애(相思相愛) - aiko                             | 나가오카 치카 (永岡智佳)         |
| 28 | 隻眼の殘像             | 척안의 잔상           | 2025년 4월 18일 |               | 2025년 7월17일             | TWILIGHT!!!(トワイライト！！！) - KING GNU            | 시게하라 카츠야 (重原克也)       |

### 주요 제작진
| #  | 일본어 제목            | 한국어 제목           | 일본 개봉 | 감독                             | 총작화 감독              | 원작                     | 각본                         | 음악                   | 우리말 연출             |
| -- | ---------------------- | --------------------- | --------- | -------------------------------- | ------------------------ | ------------------------ | ---------------------------- | ---------------------- | ----------------------- |
| 1  | 時計じかけの摩天楼     | 시한장치의 마천루     | 1997년    | 코다마 켄지 (こだま兼嗣)         | 스도 마사토모 (須藤昌朋) | 아오야마 고쇼 (青山剛昌) | 코우치 카즈나리 (古内一成)   | 오노 카츠오 (大野克夫) | 계인선                  |
| 2  | 14番目の標的           | 14번째 표적           | 1998년    | 코다마 켄지 (こだま兼嗣)         | 스도 마사토모 (須藤昌朋) | 아오야마 고쇼 (青山剛昌) | 코우치 카즈나리 (古内一成)   | 오노 카츠오 (大野克夫) | 계인선                  |
| 3  | 世紀末の魔術師         | 세기말의 마술사       | 1999년    | 코다마 켄지 (こだま兼嗣)         | 스도 마사토모 (須藤昌朋) | 아오야마 고쇼 (青山剛昌) | 코우치 카즈나리 (古内一成)   | 오노 카츠오 (大野克夫) | 계인선                  |
| 4  | 瞳の中の暗殺者         | 눈동자 속의 암살자    | 2000년    | 코다마 켄지 (こだま兼嗣)         | 스도 마사토모 (須藤昌朋) | 아오야마 고쇼 (青山剛昌) | 코우치 카즈나리 (古内一成)   | 오노 카츠오 (大野克夫) | 계인선                  |
| 5  | 天国へのカウントダウン | 천국으로의 카운트다운 | 2001년    | 코다마 켄지 (こだま兼嗣)         | 스도 마사토모 (須藤昌朋) | 아오야마 고쇼 (青山剛昌) | 코우치 카즈나리 (古内一成)   | 오노 카츠오 (大野克夫) | 석종서                  |
| 6  | ベイカー街の亡霊       | 베이커가의 망령       | 2002년    | 코다마 켄지 (こだま兼嗣)         | 스도 마사토모 (須藤昌朋) | 아오야마 고쇼 (青山剛昌) | 노자와 히사시 (野沢尚)       | 오노 카츠오 (大野克夫) | 석종서                  |
| 7  | 迷宮の十字路           | 미궁의 십자로         | 2003년    | 코다마 켄지 (こだま兼嗣)         | 스도 마사토모 (須藤昌朋) | 아오야마 고쇼 (青山剛昌) | 코우치 카즈나리 (古内一成)   | 오노 카츠오 (大野克夫) | 투니버스                |
| 8  | 銀翼の奇術師           | 은빛 날개의 마술사    | 2004년    | 야마모토 야스이치로 (山本秦一郎) | 스도 마사토모 (須藤昌朋) | 아오야마 고쇼 (青山剛昌) | 코우치 카즈나리 (古内一成)   | 오노 카츠오 (大野克夫) | 김의진                  |
| 9  | 水平線上の陰謀         | 수평선상의 음모       | 2005년    | 야마모토 야스이치로 (山本秦一郎) | 스도 마사토모 (須藤昌朋) | 아오야마 고쇼 (青山剛昌) | 코우치 카즈나리 (古内一成)   | 오노 카츠오 (大野克夫) | 김의진                  |
| 10 | 探偵たちの鎮魂歌       | 탐정들의 진혼가       | 2006년    | 야마모토 야스이치로 (山本秦一郎) | 스도 마사토모 (須藤昌朋) | 아오야마 고쇼 (青山剛昌) | 카시와바라 히로시 (柏原寛司) | 오노 카츠오 (大野克夫) | 김의진                  |
| 11 | 紺碧の棺               | 감벽의 관             | 2007년    | 야마모토 야스이치로 (山本秦一郎) | 스도 마사토모 (須藤昌朋) | 아오야마 고쇼 (青山剛昌) | 카시와바라 히로시 (柏原寛司) | 오노 카츠오 (大野克夫) | 김의진                  |
| 12 | 戦慄の楽譜             | 전율의 악보           | 2008년    | 야마모토 야스이치로 (山本秦一郎) | 스도 마사토모 (須藤昌朋) | 아오야마 고쇼 (青山剛昌) | 코우치 카즈나리 (古内一成)   | 오노 카츠오 (大野克夫) | 유선주                  |
| 13 | 漆黒の追跡者           | 칠흑의 추적자         | 2009년    | 야마모토 야스이치로 (山本秦一郎) | 스도 마사토모 (須藤昌朋) | 아오야마 고쇼 (青山剛昌) | 코우치 카즈나리 (古内一成)   | 오노 카츠오 (大野克夫) | 최우석                  |
| 14 | 天空の難破船           | 천공의 난파선         | 2010년    | 야마모토 야스이치로 (山本秦一郎) | 스도 마사토모 (須藤昌朋) | 아오야마 고쇼 (青山剛昌) | 코우치 카즈나리 (古内一成)   | 오노 카츠오 (大野克夫) | 최우석                  |
| 15 | 沈黙の15分             | 침묵의 15분           | 2011년    | 시즈노 코분 (静野孔文)           | 스도 마사토모 (須藤昌朋) | 아오야마 고쇼 (青山剛昌) | 코우치 카즈나리 (古内一成)   | 오노 카츠오 (大野克夫) | 김의진                  |
| 16 | 11人目のストライカー   | 11번째 스트라이커     | 2012년    | 시즈노 코분 (静野孔文)           | 스도 마사토모 (須藤昌朋) | 아오야마 고쇼 (青山剛昌) | 코우치 카즈나리 (古内一成)   | 오노 카츠오 (大野克夫) | 김의진                  |
| 17 | 絶海の探偵             | 절해의 탐정           | 2013년    | 시즈노 코분 (静野孔文)           | 스도 마사토모 (須藤昌朋) | 아오야마 고쇼 (青山剛昌) | 사쿠라이 다케하루 (櫻井武晴) | 오노 카츠오 (大野克夫) | 개봉 불가               |
| 18 | 異次元の狙撃手         | 이차원의 저격수       | 2014년    | 시즈노 코분 (静野孔文)           | 스도 마사토모 (須藤昌朋) | 아오야마 고쇼 (青山剛昌) | 코우치 카즈나리 (古内一成)   | 오노 카츠오 (大野克夫) | 김이경                  |
| 19 | 業火の向日葵           | 화염의 해바라기       | 2015년    | 시즈노 코분 (静野孔文)           | 스도 마사토모 (須藤昌朋) | 아오야마 고쇼 (青山剛昌) | 사쿠라이 다케하루 (櫻井武晴) | 오노 카츠오 (大野克夫) | 김의진                  |
| 20 | 純黒の悪夢             | 순흑의 악몽           | 2016년    | 시즈노 코분 (静野孔文)           | 스도 마사토모 (須藤昌朋) | 아오야마 고쇼 (青山剛昌) | 사쿠라이 다케하루 (櫻井武晴) | 오노 카츠오 (大野克夫) | 김이경                  |
| 21 | から紅の恋歌           | 진홍의 연가           | 2017년    | 시즈노 코분 (静野孔文)           | 스도 마사토모 (須藤昌朋) | 아오야마 고쇼 (青山剛昌) | 오오쿠라 타카히로 (大倉崇裕) | 오노 카츠오 (大野克夫) | 김이경                  |
| 22 | ゼロの執行人           | 제로의 집행인         | 2018년    | 타치카와 유즈루 (立川譲)         | 스도 마사토모 (須藤昌朋) | 아오야마 고쇼 (青山剛昌) | 사쿠라이 다케하루 (櫻井武晴) | 오노 카츠오 (大野克夫) | 김의진                  |
| 23 | 紺青の拳               | 감청의 권             | 2019년    | 나가오카 치카 (永岡智佳)         | 스도 마사토모 (須藤昌朋) | 아오야마 고쇼 (青山剛昌) | 오오쿠라 타카히로 (大倉崇裕) | 오노 카츠오 (大野克夫) | 유선주                  |
| 24 | 緋色の弾丸             | 비색의 탄환           | 2021년    | 나가오카 치카 (永岡智佳)         | 스도 마사토모 (須藤昌朋) | 아오야마 고쇼 (青山剛昌) | 사쿠라이 다케하루 (櫻井武晴) | 오노 카츠오 (大野克夫) | 류정혜                  |
| 25 | ハロウィンの花嫁       | 할로윈의 신부         | 2022년    | 미츠나카 스스무 (満仲勧)         | 스도 마사토모 (須藤昌朋) | 아오야마 고쇼 (青山剛昌) | 오오쿠라 타카히로 (大倉崇裕) | 오노 카츠오 (大野克夫) | 류정혜                  |
| 26 | 黒鉄の魚影             | 흑철의 어영           | 2023년    | 미츠나카 스스무 (満仲勧)         | 스도 마사토모 (須藤昌朋) | 아오야마 고쇼 (青山剛昌) | 오오쿠라 타카히로 (大倉崇裕) | 오노 카츠오 (大野克夫) | 류정혜                  |
| 27 | 100万ドルの五稜星      | 100만 달러의 펜타그램 | 2024년    | 나가오카 치카 (永岡智佳)         | 스도 마사토모 (須藤昌朋) | 아오야마 고쇼 (青山剛昌) | 오쿠라 타카히로 (大倉崇裕)   | 오노 카츠오 (大野克夫) | CIC MEDIA 최방옥/배준후 |
| 28 | 隻眼の殘像             | 척안의 잔상           | 2025년    | 시게하라 카츠야 (重原克也)       | 스도 마사토모 (須藤昌朋) | 아오야마 고쇼 (青山剛昌) | 사쿠라이 다케하루 (櫻井武晴) | 오노 카츠오 (大野克夫) |                         |

## 극장판 등장인물

### 1기 ~ 6기
| 일본어 이름 | 한국어 이름                      | 담당 성우진                      | 담당 성우진                      |
| 일본어 이름 | 한국어 이름                      | 일본어판 성우진                  | 한국어판 성우진                  |
| 캐릭터 설명 | 캐릭터 설명                      | 캐릭터 설명                      | 캐릭터 설명                      |
| 극장판 1기〈시한 장치의 마천루〉 | 극장판 1기〈시한 장치의 마천루〉 | 극장판 1기〈시한 장치의 마천루〉 | 극장판 1기〈시한 장치의 마천루〉 |
| --- | -------------------------------- | -------------------------------- | -------------------------------- |
| 모리야 테이지 | 정형균                           | 이시다 타로                      | 강구한                           |
| 도토 대학 건축학과 교수로 성격이 고지식하다. 다리, 집등을 설계했으며, 영국의 대칭성 (Symmetry) 건축 양식을 굉장히 선호한다.                                                                                           |                                  |                                  |                                  |
| 오카모토 시장 | 오동환 시장                      | 히라 히토시                      | 박성태                           |
| 서타마시 (한국명: 남서울시) 시장. 1년 전, 교통사고를 일으킨 것을 쿠도 신이치(한국명: 남도일)의 추리에 의해서 밝혀져 체포된 후 시장직에서 사임했다.                                                                    |                                  |                                  |                                  |
| 오카모토 쿄헤이 | 오경표                           | 타니가와 슌                      | 최지훈                           |
| 오카모토 (한국명: 오동환) 시장의 아들. 1년 전 교통사고 사건때 시장인 아버지대신 죄를 인정하려고 했으나 쿠도 신이치(한국명: 남도일)의 추리에 의해서 무죄가 입증되었다.                                                 |                                  |                                  |                                  |
| 극장판 2기〈14번째 표적〉 |                                  |                                  |                                  |
| 무라카미 죠 | 심창균                           | 스즈키 에이치로                  | 이호산                           |
| 전직 카지노 딜러. 별명은 조커 왼손잡이다. 10년 전, 살인혐의로 경찰에 체포되었으며, 최근 베이커 교도소에서 출소하였다. 과거의 원한으로 인하여 일련의 사건의 범인으로 의심받게 된다.                                    |                                  |                                  |                                  |
| 사와키 쿄헤이 | 여덕준                           | 우츠미 켄지                      | 송준석                           |
| 소믈리에. 프랑스 요리점에서 일하고 있으며, 코고로(한국명:유명한)와 에리(한국명:노애리)와는 옛날부터 아는 사이로 나온다. 조용하고 온화한 성격이나 와인에 대한 열정만큼은 남들에게 뒤지지 않는다.                       |                                  |                                  |                                  |
| 쓰지 히로키 | 최경열                           | 타니구치 타카시                  | 현경수                           |
| 프로 골퍼. 전미 오픈 대회를 위해 1년 동안 연습 중이며, 헬리콥터 조종 면허를 갖고 있고, 개인 헬리콥터를 소유하고 있다. 안약을 항상 사용하고 있다.                                                                      |                                  |                                  |                                  |
| 극장판 3기〈세기말의 마술사〉 |                                  |                                  |                                  |
| 코사카 나쓰미 | 채나미                           | 시노하라 에미                    | 이지영                           |
| 제과제빵사. 파리에서 제빵사로 일하고 있으며, 임페리얼 이스터 에그를 만든 장본인 키이치(한국명: 채길석)의 증손녀이다. 증조할머니의 영향으로 눈동자 색은 회색이다.                                                      |                                  |                                  |                                  |
| 호시 세이란 (푸스 친란) | 포사청란(푸스 틴란)              | 후지타 토시코                    | 정선혜                           |
| 로마노프 왕조의 마지막 황제 니콜라이 2세의 3째와 결혼한 세기말의 마술사의 에그를 라스푸틴의 후손인 자신이 가져가야 한다고 생각해 오른쪽 눈에 총을 쏜다.                                                               |                                  |                                  |                                  |
| 세르게이 오프치니코프 | 세르게이                         | 죠 하루히코                      | 최석필                           |
| 새로 발견한 로마노프 왕조의 보물 임페리얼 이스터 에그를 만든 곳이 러시아이기 때문에 러시아 박물관에 기증해달라고 부탁하지만 나중에 러시아는 임페리얼 이스터 에그의 소유권을 포기한다.                                 |                                  |                                  |                                  |
| 극장판 4기〈눈동자 속의 암살자〉 |                                  |                                  |                                  |
| 진노 타모츠 | 탁진호                           | 우치다 나오야                    | 김정은                           |
| 동도대학(한국명: 동부대학)부속병원 외과의사로 수술 중 함께 수술을 집도했던 한 의사의 손을 메스로 그어 수술 받던 환자가 사망해 고소 당한 상태에서 메스로 살해당한다.                                                   |                                  |                                  |                                  |
| 진노 타마키 | 탁진서                           | 후카미 리카                      | 정혜옥                           |
| 진노 타모츠(한국명: 탁진호)의 여동생. 오빠의 죽음에 오다기리 토시로(한국명: 고대길 부장)부장 아들 오다기리 토시야(한국명: 고승현) 군이 관련되어 있다고 생각한다.                                                      |                                  |                                  |                                  |
| 카자토 쿄스케 | 허풍도                           | 이노우에 카즈히코                | 최원형                           |
| 동도대학(한국명: 동부대학)부속병원 외과의사로 타모츠(한국명: 탁진호)와 함께 집도한 수술에서 메스에 손을 다치게 된 후 심장외과에서 신경외과로 옮겼다.                                                                  |                                  |                                  |                                  |
| 극장판 5기〈천국으로의 카운트다운〉 |                                  |                                  |                                  |
| 키사라기 호우스이 | 최봉수                           | 나가이 이치로                    | 설영범                           |
| 토키오 미오(한국명: 홍미주)의 일본화 (수묵화) 선생으로 후지산(설백산)의 그림으로 유명하며 다리가 나빠서 지팡이를 사용하고 있다.                                                                                       |                                  |                                  |                                  |
| 하라 요시아키 | 하준영                           | 하시모토 코이치                  | 김기흥                           |
| TOKIWA(미주) 전무 이사 겸 프로그래머로 컴퓨터 실력은 우수하지만, 때때로 어린이 같은 면이 있어서 소년 탐정단에게 초콜릿을 선물하기도 했다.                                                                             |                                  |                                  |                                  |
| 카자마 히테히코 | 허풍운                           | 코스기 쥬로타                    | 김정은                           |
| 모리야 테이지 (한국명: 정형균)의 제자로 트윈 타워 빌딩을 설계했다. 균형의 미학을 극단적으로 추구했던 스승 정형균 교수와는 다르게 건축 양식에 구애받지 않았다.                                                         |                                  |                                  |                                  |
| 극장판 6기〈베이커가의 망령〉 |                                  |                                  |                                  |
| 사와다 히로키 | 전우주                           | 오리카사 아이                    | 양정화                           |
| 사건의 원인 제공을 한 인물로, 매사추세츠 공과대학교 (MIT) 출신의 천재 소년이다. 극중 자신의 분신을 가상 세계에 심어놓고 2년 전 보스턴의 자신의 집에서 자살을 했다.                                                    |                                  |                                  |                                  |
| 토마스 신드라 | 토마스 쉰들러                    | 츠카야마 마사네                  | 시영준                           |
| 히로키(한국명: 전우주)를 대신 길러준 인물. 잭 더 리퍼의 후손으로 밝혀질 것이 두려워, 그 사실을 알게 된 카시무라(한국명: 전충호)를 살인하고 히로키(한국명: 전우주)를 자살로 내몰았다. 사건의 진상이 밝혀져 검거되었다. |                                  |                                  |                                  |
| 카시무라 아키라 | 전충호                           | 하라타 히로아키                  | 박성태                           |
| 히로키(한국명: 전우주)의 아버지로, 코쿤의 게임 개발자이다. 아들의 죽음에 의문을 품어 친구인 쿠도 유사쿠(한국명: 남건)에게 사건을 의뢰했다. 토머스 쉰들러의 공격에 의해 흉기로 찔려 사망한다.                          |                                  |                                  |                                  |

### 7기 ~ 12기
| 일본어 이름                                                                                 | 한국어 이름                 | 담당 성우진                 | 담당 성우진                 |
| 일본어 이름                                                                                 | 한국어 이름                 | 일본어판 성우진             | 한국어판 성우진             |
| 캐릭터 설명                                                                                 | 캐릭터 설명                 | 캐릭터 설명                 | 캐릭터 설명                 |
| 극장판 7기〈미궁의 십자로〉                                                                 | 극장판 7기〈미궁의 십자로〉 | 극장판 7기〈미궁의 십자로〉 | 극장판 7기〈미궁의 십자로〉 |
| ------------------------------------------------------------------------------------------- | --------------------------- | --------------------------- | --------------------------- |
| 엔카이                                                                                      | -                           | 이바라 케이스케             | 최준영                      |
| 산능사의 주지 스님. 65세.                                                                   |                             |                             |                             |
| 료우엔                                                                                      | -                           | 나카무라 다이키             | 김지율                      |
| 산능사의 승려. 34세.                                                                        |                             |                             |                             |
| 치카스즈                                                                                    | -                           | 아타치 마리                 | 김가령                      |
| 타에의 가게에서 일하는 점원.                                                                |                             |                             |                             |
| 극장판 8기〈은빛날개의 마술사〉                                                             |                             |                             |                             |
| 마키 쥬리                                                                                   | 연주리                      | 토다 케이코                 | 양정화                      |
| 여배우. 37세. 연극 <조제핀>의 조제핀 드 보아르네 역.                                        |                             |                             |                             |
| 신죠 이사오                                                                                 | 우상하                      | 미키 신이치로               | 엄상현                      |
| 배우. 28세. 연극 <조제핀>의 이폴리트 샤를 역. 비행기에서 괴도키드와 바꿔치기 당한 대상자.   |                             |                             |                             |
| 사카이 나츠키                                                                               | 나혜라                      | 히카미 쿄코                 | 김율                        |
| 쥬리(한국명;연주리)의 메이크업 담당. 26세.                                                  |                             |                             |                             |
| 극장판 9기〈수평선상의 음모〉                                                               |                             |                             |                             |
| 카이도 와타루                                                                               | 공도하                      | 나카타 죠지                 | 故 오세홍                   |
| 아프로디테의 1등 항해사 선장                                                                |                             |                             |                             |
| 아키요시 미나코                                                                             | 인지나                      | 사카키바라 요시코           | 정미숙                      |
| 아프로디테의 설계사.                                                                        |                             |                             |                             |
| 쿠사카 히로나리                                                                             | 오은석                      | 야마데라 코이치             | 구자형                      |
| 제1 태양호의 침몰을 주제로 한 수필 작가.                                                    |                             |                             |                             |
| 극장판 10기〈탐정들의 진혼가〉- 명탐정 코난 애니메이션 10주년 대작                          |                             |                             |                             |
| 이토 스에히코                                                                               | 채동민                      | 후루야 토오루               | 김기흥                      |
| 코난과 모리탐정(유명한)에게 사건을 맡긴 의뢰인이자 자신이 4년전 사건의 범인이라고 생각한다. |                             |                             |                             |
| 시미즈 레이코                                                                               | 정나미                      | 히라노 후미                 | 김보영                      |
| 이토 스에히코 (시미즈 레이코)의 동기로 미야마(심정태)의 돈을 가로채려 한다.                 |                             |                             |                             |
| 미야마 소이치로                                                                             | 심정태                      | 노지마 아키오               | 현경수                      |
| 미야마 상사(한국명: 심정 미술관)의 사장(한국명: 관장)                                       |                             |                             |                             |
| 극장판 11기〈감벽의 관〉                                                                    |                             |                             |                             |
| 이와나가 쥬지                                                                               | 이영재                      | 호리우치 켄유               | 한신                        |
| 코우미 섬(한국명: 신해도)의 관광과장                                                        |                             |                             |                             |
| 마쓰모토 미쓰지                                                                             | 마광철                      | 나카타 쥬지                 | 김영진                      |
| 트레져 헌터                                                                                 |                             |                             |                             |
| 이즈야마 타로                                                                               | 이태산                      | 칸나 노부토시               | 권창욱                      |
| 트레져 헌터                                                                                 |                             |                             |                             |
| 극장판 12기〈전율의 악보〉                                                                  |                             |                             |                             |
| 아키바 레이코                                                                               | 강레나                      | 쿠와시마 호우코             | 소연                        |
| 소프라노 가수                                                                               |                             |                             |                             |
| 도우모토 키즈키                                                                             | 도수일                      | 타나카 오부오               | 홍승섭                      |
| 오르간 작곡가                                                                               |                             |                             |                             |
| 후와 타쿠미                                                                                 | 유파건                      | 요다 에이스케               | 탁원제                      |
| 오페라 홀의 관장                                                                            |                             |                             |                             |

### 13기 ~ 18기
| 일본어 이름 | 한국어 이름                  | 담당 성우진                              | 담당 성우진                  |
| 일본어 이름 | 한국어 이름                  | 일본어판 성우진                          | 한국어판 성우진              |
| 캐릭터 설명 | 캐릭터 설명                  | 캐릭터 설명                              | 캐릭터 설명                  |
| 극장판 13기〈칠흑의 추적자〉 | 극장판 13기〈칠흑의 추적자〉 | 극장판 13기〈칠흑의 추적자〉             | 극장판 13기〈칠흑의 추적자〉 |
| --- | ---------------------------- | ---------------------------------------- | ---------------------------- |
| 미즈타니 코스케 | 민준태                       | DAIGO                                    | 신용우                       |
| 나나코(한국명:송나나)와 사랑의 도피를 하여 아파트에서 동거하였으나 연인을 잃은 충격으로부터 회복하지 못하고 있으며 지금은 일을 하지 않고 있다.                                                                                |                              |                                          |                              |
| 혼죠 나나코 | 송나나                       | 오리카사 후미코                          | 양정화                       |
| 보육교사이며, 가즈키(한국명: 송현조)의 여동생이다. 미즈타니(한국명; 민준태)의 연인이었으나 쿄토에서 2년전에 호텔 화재로 인하여 사망했다.                                                                                      |                              |                                          |                              |
| 혼죠 가즈키 | 송현조                       | 스가와라 마사시                          | 방성준                       |
| 공인회계사이며, 나나코(한국명:송나나)의 오빠이다. 나나코(한국명:송나나)와 사랑의 도피를 한 미즈타니(한국명; 민준태)를 좋게 생각하지 않는다.                                                                                   |                              |                                          |                              |
| 극장판 14기〈천공의 난파선〉 |                              |                                          |                              |
| 미즈카와 마사테루 | 남수철                       | 마치 유우지                              | 이호산                       |
| 니치우리TV(한국명:TBC)방송국의 프로듀서. 괴도키드와 스즈키 지로키지(한국명:정지로)의 대결을 취재하러 왔다. |                              |                                          |                              |
| 니시타니 카스미 | 강수미                       | 니시게 사와                              | 김보영                       |
| 니치우리TV(한국명:TBC)방송국의 리포터. 가짜 붉은 샴고양이 조직 두목의 진짜 부하이다. |                              |                                          |                              |
| 후지오카 타카미치 | 마석규                       | 노다 케이이치                            | 성완경                       |
| 출판 기자로 사실은 가짜 붉은 샴고양이 조직 두목. 돈을 주고 외국에서 용병활동 경험이 있는 자들을 모아 가짜 붉은 샴고양이 조직을 만들어 흥복사에 있는 국보급 불상을 털 계획을 세운다.                                           |                              |                                          |                              |
| 극장판 15기〈침묵의 15분〉- 명탐정 코난 애니메이션 15주년 대작 |                              |                                          |                              |
| 야마오 케이스케 | 신기루                       | 난바 케이이치                            | 신용우                       |
| 키타노사와 촌 (한국판: 북촌 마을) 분교 동창생. 8년 전 뺑소니 사고로 동창생 토오노 미즈키 (한국명: 고민아)의 여동생 토오노 나츠키 (한국명: 고소아)를 치게 된 후 자수. 감옥에서 8년간 복역하다가 출소한지 얼마 되지 않음. 무직. |                              |                                          |                              |
| 토오노 미즈키 | 고민아                       | 박로미                                   | 박경혜                       |
| 키타노사와 촌 (한국판: 북촌 마을) 분교 동창생. 산장 종업원. 여동생을 잃은 충격으로 마을을 떠난 부모와 떨어져서, 북촌 마을에 남아 여동생의 무덤을 지키고 있다.                                                                 |                              |                                          |                              |
| 타치하라 토마 | 다비                         | 산페이 유우코(유년), 미야타 고우키(청년) | 정유미(유년), 최승훈(청년)   |
| 타치하라 후유미 (한국명: 유난희)의 아들. 8년 전 백조를 보러 갔다가 우연히 한 사건을 보게되어 그 사건의 범인에게서 도망치다 절벽에서 떨어져 혼수 상태에 빠졌다가 깨어남. 쇼크로 인해 8년 전 일을 기억하지 못하고 있음.         |                              |                                          |                              |
| 극장판 16기〈11번째 스트라이커〉 |                              |                                          |                              |
| 모토우라 케이치로 | 남규홍                       | 이노우에 노리히로                        | 안장혁                       |
| 모토우라 토모후미(한국명:남지윤)의 부친이자 중소기업 회장, 어린이 축구 스폰서 회장으로 자식인 토모후미 (한국명: 남지훈)를(을) 그리워 한다.                                                                                    |                              |                                          |                              |
| 모토우라 토모후미 | 남지훈                       | 유키노 사츠키                            | 이소은                       |
| 축구를 좋아하는 소년으로 초등학교 4학년때 축구부로 활동하다가 지병으로 구급차로 후송하던 중에 부득이하게 구급차의 앞 길을 약 2분동안 막던 모리 코고로(한국명; 유명한)로 인해 사망한다.                                        |                              |                                          |                              |
| 나카오카 카즈마사 | 장동민                       | 토치 히로키                              | 장민혁                       |
| 오토바이 가게 아르바이트생으로 토모후미 (한국명: 남지훈)와 절친한 사이. 토모후미가 죽은 사인을 알게 되자 모리 코고로(한국명:유명한)을 원망한다.                                                                               |                              |                                          |                              |
| 극장판 17기〈절해의 탐정〉- 한국에서 미개봉 / 미방영 |                              |                                          |                              |
| 타테이시 유키오 | -                            | 히로타 코세이                            | -                            |
| 해상자위대 이지스함의 함장. |                              |                                          |                              |
| 후지이 나나미 | -                            | 시바사키 코우                            | -                            |
| 해상자위대 대령급 여성 승무원. |                              |                                          |                              |
| 아마미야 유우키 | -                            | 미타 유코                                | -                            |
| 이지스함 승선 체험 초등학생. |                              |                                          |                              |
| 극장판 18기〈이차원의 저격수〉- 명탐정 코난 연재 20주년 초대작 |                              |                                          |                              |
| 케빈 요시노 | 케빈 킴                      | 후쿠시 소우타                            | 한신                         |
| 저격실력을 연마하기 위해 연쇄 저격 사건을 일으켜 도시를 공포로 몰아넣은 범인. 티모시 헌터의 지시로 헌터 본인을 죽인다. |                              |                                          |                              |
| 티모시 헌터 | 티모시 헌터                  | 나카이 카즈야                            | 현경수                       |
| 모든 사건의 중심에 섰으며 케빈 요시노(한국명: 케빈 킴)의 저격실력을 키워주기 위해 자신까지도 죽음에 이르게 한다. |                              |                                          |                              |
| 잭 월츠 | 잭 월츠                      | 패트릭 하란                              | 손종환                       |
| 헌터를 시기해 거짓 고발을 한 인물. 나중에 죄상이 드러났다. |                              |                                          |                              |

### 19기 ~ 21기
| 일본어 이름 | 한국어 이름                    | 담당 성우진                    | 담당 성우진                    |
| 일본어 이름 | 한국어 이름                    | 일본어판 성우진                | 한국어판 성우진                |
| 캐릭터 설명 | 캐릭터 설명                    | 캐릭터 설명                    | 캐릭터 설명                    |
| 극장판 19기〈화염의 해바라기〉 | 극장판 19기〈화염의 해바라기〉 | 극장판 19기〈화염의 해바라기〉 | 극장판 19기〈화염의 해바라기〉 |
| --- | ------------------------------ | ------------------------------ | ------------------------------ |
| 미야다이 나츠미 | 나수미                         | 에이쿠라 나나                  | 박지윤                         |
| 회화,역사감정사다 |                                |                                |                                |
| 아스마 코지 | 고우진                         | 이호베 히로시                  | 엄상현                         |
| 그림복원을담당하고있다. |                                |                                |                                |
| 케이튼 앤더슨 | 케이튼 앤더슨                  | 사카키바라 요시코              | 소연                           |
| '해바라기 전'의 민완 프로듀서. 큐레이터들의 지휘를 맡고 있다. |                                |                                |                                |
| 이시미네 타이조 | 이시영                         | 호우키 카츠히사                | 이장원                         |
| 해바라기운송과 운반을 담당하고있다. |                                |                                |                                |
| 키시 쿠미코 | 구미홍                         | 유카나                         | 윤여진                         |
| 미술계에서 유명한 연출가. 용모단정한 두뇌파로, 레이크 록의 전시 시스템을 고안한 사람이다.                                                                                           |                                |                                |                                |
| 찰리 | 찰리                           | 사쿠야 슌스케                  | 최원형                         |
| 해바라기 경비를 맡고있다 |                                |                                |                                |
| 극장판 20기〈순흑의 악몽(나이트메어)〉 |                                |                                |                                |
| 카자미 유우야 | 심재형                         | 토비타 노부오                  | 손수호                         |
| 검은색 머리카락에 얼굴이 마른 공안 소속(경찰청 보안국)의 수사관(경찰관)이며 후루야 레이(한국명:안기준)의 부하 수사관(경찰관)이다                                                    |                                |                                |                                |
| 큐라소 | 큐라소                         | 아마미 유키                    | 박리나                         |
| 조직의 2인자인 럼의 오른팔 겸 비서이자 은발 + 포니테일 + 오드아이 속성의 간부 |                                |                                |                                |
| 극장판 21기〈진홍의 연가(러브레터)〉 |                                |                                |                                |
| 오오카 모미지 |                                | 유키노 사츠키                  | 김새해                         |
| 나이는 신이치(한국명:남도일)나 헤이지(한국명:하인성), 카즈하(한국명:서가영)와 같은 17세.교토 센신(泉心)고등학교 2학년에 재학 중이다.카루타계 미래의 여제                            |                                |                                |                                |
| 아치와 켄스케 |                                | 사카 오사무                    | 유강진                         |
| 오사카를 기반으로 하는 아치와 부동산의 회장이며 나니와의 부동산왕이라고 불린다. 사츠키회 리더였던 그의 아내 아치와 사츠키가 병사한 후로는 백인일수 사츠키회의 현재 리더이기도 하다. |                                |                                |                                |
| 히라모토 미키코 |                                | 요시오카 리호                  | 이수진                         |
| 백인일수 카루타 단체인 사츠키회의 회원. 헤이지(한국명:하인성), 카즈하(한국명:서가영)와는 같은 카이호 학원 2학년으로 카루타부의 부장이다.                                            |                                |                                |                                |
| 세키네 코지 |                                | 미야가와 다이스케              | 김정훈                         |
| 사츠키회 소속의 사진작가. 원래는 나고로회에 소속되어 있었지만, 나고로가 실종된 후 모미지(한국명:모미지)와 함께 사츠키회로 이적했다.                                                 |                                |                                |                                |
| 아치와 사츠키 |                                | 요시다 미호                    | 김가령                         |
| 아치와 켄스케의 부인. 20년 전 사츠키회를 창설하고 초대 회장이 되었으나 3년 전에 병사하여 켄스케가 회장 자리를 이어받았다.                                                           |                                |                                |                                |
| 야지마 토시야 |                                | 이시카와 히데오                | 김지율                         |
| 사츠키회의 회원. 교토 나다 구의 술도가 '야지마 주조'의 차남으로 교토 히가시야마 구의 대저택에서 혼자 살고 있다.                                                                     |                                |                                |                                |
| 나고로 시카오 |                                | 이치죠 카즈야                  | 손수호                         |
| 교토를 거점으로 하는 소수정예의 카루타 단체 나고로회의 대표. 오오카 모미지의 스승.                                                                                                  |                                |                                |                                |

## 같이 보기
- (일본어) 명탐정 코난 (극장판) 일본어 위키
- (중국어) 명탐정 코난 (극장판) 중국어 위키

## 주요 제작사
- 소학관
- 요미우리 TV
- 소학관 프로덕션
- 유니버설 뮤직
- 톰스 엔터테인먼트
- 토호 주식회사
- 니혼 테레비

## 참고 사항
1. ↑  “Detective Conan movie archives” (일본어). Conan-movie.jp. 2012년 1월 18일에 원본 문서에서 보존된 문서. 2011년 3월 29일에 확인함.
2. 1 2 3 4  1기 ~ 5기 극장판은 투니버스에서 방영되면서 국내에 소개되었으며, 도표의 날짜는 투니버스 첫 방영일 기준.
3. ↑  “名探偵コナン 14番目の標的” [Detective Conan: The Fourteenth Target] (일본어). Stingray Co. Ltd. 2010년 9월 25일에 확인함.
4. ↑  “名探偵コナン 世紀末の魔術師” [Detective Conan: The Last Wizard of the Century] (일본어). Stingray Co. Ltd. 2010년 9월 25일에 확인함.
5. ↑  “名探偵コナン 瞳の中の暗殺者” [Detective Conan: Captured in Her Eyes] (일본어). Stingray Co. Ltd. 2010년 9월 25일에 확인함.
6. ↑  “名探偵コナン 天国へのカウントダウン” [Detective Conan: Countdown to Heaven] (일본어). Stingray Co. Ltd. 2010년 9월 25일에 확인함.
7. ↑  “名探偵コナン ベイカー街の亡霊” [Detective Conan: The Phantom of Baker Street] (일본어). Stingray Co. Ltd. 2010년 9월 25일에 확인함.
8. ↑  “'명탐정 코난' 국내 첫 개봉”. 세계일보. 2008년 4월 4일. 2010년 7월 4일에 확인함.
9. ↑  “名探偵コナン 迷宮の十字路” [Detective Conan: Crossroad in the Ancient Capital] (일본어). Stingray Co. Ltd. 2010년 9월 25일에 확인함.
10. ↑  “名探偵コナン 銀翼の奇術師” [Detective Conan: Magician of the Silver Sky] (일본어). Stingray Co. Ltd. 2010년 9월 25일에 확인함.
11. ↑  “名探偵コナン 水平線上の陰謀” [Detective Conan: Strategy Above the Depths] (일본어). Stingray Co. Ltd. 2010년 9월 25일에 확인함.
12. ↑  “名探偵コナン 探偵たちの鎮魂” [Detective Conan: The Private Eyes' Requiem] (일본어). Toho. 2008년 5월 19일에 원본 문서에서 보존된 문서. 2010년 9월 25일에 확인함.
13. ↑  “名探偵コナン 紺碧の棺” [Detective Conan: Jolly Roger in the Deep Azure] (일본어). Toho. 2008년 5월 18일에 원본 문서에서 보존된 문서. 2010년 9월 25일에 확인함.
14. ↑  “名探偵コナン 戦慄の楽譜” [Detective Conan: Full Score of Fear] (일본어). Toho. 2008년 6월 9일에 원본 문서에서 보존된 문서. 2010년 9월 25일에 확인함.
15. ↑  “名探偵コナン 漆黒の追跡者” [Detective Conan: The Raven Chaser] (일본어). Toho. 2010년 9월 25일에 원본 문서에서 보존된 문서. 2010년 9월 25일에 확인함.
16. ↑  “名探偵コナン 天空の難破船” [Detective Conan: The Lost Ship in the Sky] (일본어). Toho. 2010년 9월 25일에 원본 문서에서 보존된 문서. 2010년 9월 25일에 확인함.
17. ↑  “名探偵コナン 沈黙の15分（クォーター） OFFICIAL SITE” (일본어). 2010년 12월 4일에 확인함.
18. ↑  엔딩 크레딧인 5기에선 석종서PD의 별명인 '돌PD'로 설정, 6기에선 본명 그대로
19. ↑  앤딩 크래딧에서는 연출에 PD 이름이 나오지 않은 대신 '투니버스'로만 나왔다.
20. ↑  진홍의 연가와 마찬가지로 VOD로만 나왔으며, 마찬가지로 이름을 번안하지 않았다.
21. ↑  사실 이사건의 범인이다 정비사를 매수해 화물칸에 폭탄을설치해서 없엘려고했지만 키드의 방해로 실패한다.2차범행으로는 가짜키드카드로그림을 빼돌리려고 했지만 키드의 방해로 실패하고 3차범행으로는 미술관에 불을질르지만 키드와코난의활약으로실패로 끝난다.사실은 키드가 악역보였지만 범인의 범행을 어떻게 알았는지 해바라기를지킨다.
범행동기는 모조품과 나란히 전시되는게 싫어서 그랬다고한다
22. ↑  사실 이사람에는 과거가 있다. 해바라기를 쏘려고하자 실수로 방화쇠를 당기는 바람에 살인을 저지른다
23. ↑  원래는 미국내에서만 경호를 맡았지만 괴도키드가 나타나자 일본(한국)에서 하기로했다.
24. ↑  이름은 번안한 칠흑의 추적자와 달리 이 극장판은 왜색의 문제로 이름도 번안되지 않았다.